# Herbert Blake
Herbert Blake (sinh ngày 26 tháng 8 năm 1894 ở Bristol–mất 1958) là một cầu thủ bóng đá thi đấu cho Bristol City, Tottenham Hotspur và Kettering Town.

## Sự nghiệp bóng đá
Blake bắt đầu sự nghiệp tại câu lạc bộ non-League Fishponds trước khi gia nhập Bristol City năm 1914. Năm 1919 thủ môn này thử việc tại Preston North End. Blake chuyển đến câu lạc bộ tại Welsh Southern League Mid-Rhondda trước khi gia nhập Tottenham Hotspur và có 56 lần ra sân trên mọi mặt trận trong giai đoạn 1921–23. Ông kết thúc sự nghiệp tại Kettering Town.